# 生物过程
生物过程（英語：biological process），又稱生命現象，是指生物体维持自身功能完整性和与环境因素相互作用的动态过程。生物过程是由许多化学反应或其他与生命形式的持久性和转化有关的事件组成的。例如，代谢和稳态都属于生物过程。
生物过程的调节是指对任一过程的频率、速率或程度的调节和控制。生物过程通过多种方式进行调控，例如控制基因表达、蛋白质修饰，或与蛋白质或底物分子的相互作用。
- 稳态：调节内部环境以保持恒定状态，例如出汗以降低温度；
- 组织：一个或多个细胞（生命的基本单位）的组成；
- 代谢：通过将化学物质和能量转化为细胞成分（同化作用）和分解有机物（异化作用）来转化能量。生物需要能量来维持内部组织（稳态）并产生与生命相关的其他现象。
- 生长：维持比分解代谢更高的合成代谢速率。有机体的生长并不只是简单地积累物质。
- 顺应：随时间变化以適合在環境中生存的能力。这种能力是进化过程的基础，并由生物体的遗传、饮食和外部因素决定。
- 对刺激的反应：反应可以有多种形式，包括单细胞生物对外部化学物质的收缩，以及多细胞生物所有感官的复杂反应。反应通常通过运动来表达，例如植物的叶子转向太阳（趋光性）和趋化性。
- 繁殖：产生新生物体的能力。或者是单个亲本的无性生殖，或者是两个亲本的有性生殖。
- 生物之间的相互作用：生物体对相同或不同物种的另一生物体具有可观察到的影响的过程。
- 此外还包括：细胞分化、发酵、受精、发芽、向性、杂交、变态、形态发生、光合作用、蒸腾作用。